# Pieter Hazaert
Pieter Hazaert of Hasaert, ook Pierre Hazard en andere varianten (Belle of Dadizele, ca. 1518 – Naaldwijk, 31 mei 1598) was een rondreizend gereformeerd predikant uit Vlaanderen.

## Leven
Pieter was een zoon van Simon Hazaert. Hij werd priester of monnik – naargelang de bron –, maar gaf dat in 1557 op en vluchtte naar Emden. Het volgende jaar werd hij door de autoriteiten in de bossen rond Dadizele gesignaleerd, waar hij doperse activiteiten aan de dag legde tussen eenvoudige lieden. Toen in de hut van zijn bejaarde vader belastend materiaal werd gevonden, werd deze aangehouden voor begunstiging van ketters. Dankzij steun van de dorpspastoor legde de Raad van Vlaanderen een milde straf op. 
Zoon Hazaert ging de gereformeerde leer verkondigen in Zuid-West-Vlaanderen. Hij ontmoette Jan Hendrickx, die zijn dienaar en assistent zou worden, maar hem in temperament nog overtrof. Vanaf 1560 was Hazaert actief in de streek van Hondschote, Nieuwkerke en in de kasselrij Belle. Dit waren industriële centra waar het Nederlandse calvinisme eerst wortel schoot. Hij preekte in open veld en reikte in particuliere huizen het avondmaal uit. In juni 1561 was hij in Londen en kort daarop werd hij met Willem Damman predikant in Hondschote. In augustus bevond hij zich in Sandwich, vermoedelijk om de nieuwe vluchtelingenkerk op poten te zetten. Naar het jaareinde verdedigde hij er met Jacob de Buyzere de gewelddadige bevrijding van Jan Hacke, maar ze lijken het niet te hebben gehaald. De irenische strekking van Calvijn en Guy de Brès was nog te sterk.
Begin 1562 reisde Hazaert naar Emden. Hij liet de roekeloze Hendrickx er achter, maar het duurde niet lang voor deze hem weer achterna kwam. In februari 1562 waren ze bij Hondschote. De arrestatie van Willem Damman dreef hen weg en ze trokken naar Parijs. Hazaert woonde er bijeenkomsten van de hugenoten bij geleid door Théodore de Bèze, waar verzet werd gepland na de weigering door het Parlement van Parijs om het Januari-edict te registreren. Toen dit uitliep op het bloedbad van Wassy, vluchtte hij met Franse geloofsgenoten de stad uit. Hij zocht Guy de Brès op in Amiens, die het machtsvertoon zal hebben afgekeurd, en begaf zich in april 1562 naar Antwerpen voor de synode die zich zou buigen over het weerstandsrecht. 
Met Herman Moded en Joris Wybo bekwam Hazaert dat de synode het standpunt van de lijdelijkheid afwees en een vorm van weerstand aanvaardde. Hoewel de aanwezigen later beweerden dat ze in overleg met Londen, Emden en Genève hadden gehandeld, schreef de Londense leider Pieter Deleene een scherpe afwijzing van de beslissing. In juni trokken Hazaert en Moded naar Londen om de brokken te lijmen, maar de verzoening die tot stand kwam, was slechts formeel. Terug in Antwerpen vertelden ze dat ze slecht waren behandeld, terwijl Londen liet weten dat ze Deleene hadden bespot vanwege zijn tegenstand tegen gevangenisbraken. Volgens het verhoor van Pieter Heuseck werd Hazaert in Engeland wegens de heftigheid van zijn preken "Draailier" genoemd. Hij liet ook een fysieke beschrijving na, waaruit blijkt dat Hazaert corpulent was en zich kleedde met een hoge zijden hoed en de typische blauwe slobkousen.
Hazaert bleef voornamelijk werkzaam in Antwerpen en het Westkwartier. In de Scheldestad logeerde hij bij zijn streekgenoot Joos Laureins en ook in de verkoopshal van Nieuwkerke was hij welkom. Hij organiseerde de diaspora in Eeklo, Axel, Casuwele, Gent, Nieuwpoort en Oostende en legde connecties die het calvinistische netwerk robuust maakten. Nog vóór het Wonderjaar 1566 werd hij door de Raad van Vlaanderen tot vijftig jaar verbanning veroordeeld. Op 10 september van dat jaar voerde hij een bende van tweehonderd man aan die beelden brak in de kerk van Wulpen. Op 29 september hield hij een verboden preek in Ieper, in weerwil van zijn verbanning en van de voorwaarden. Te Nieuwkerke en Poperinge besliste hij mee over de werving van de geuzen die uiteindelijk in Wattrelos en in Oosterweel verslagen zouden worden. In reactie op een plakkaat van 4 december liet hij uitdagend weten dat hij met 1200 man zou komen preken. Hij deed dat steeds gewapend en omringd door een gewapende escorte. Op 11 januari 1568 was hij een leidende figuur van de groep die onder aanvoering van Jan Camerlynck drie priesters uit Reningelst verminkte en ombracht.
Tot aan zijn dood bleef Hazaert een mobiele en onvermoeibare organisator. Na de eerste troebelen werd hij predikant van Norwich en Keulen (1572-1573). Hij werd in 1574 uitgesloten van het Algemeen pardon en bleef aan de Beneden-Rijn. Vervolgens werd hij predikant in Sluis (1579-1580), Vlaardingen (1580-1581), Naaldwijk (1581-1584), Emmerik, Rees, Kleef (1584-1587), Rockanje (1587-1588), Keulen (1590-1593), Emmerik (1594-1595) en Naaldwijk (1598). De pinksterpreek die Hazaert in zijn stervensjaar hield, en die kort na zijn dood werd uitgegeven te Delft, gaf geen blijk meer van radicalisme.

## Huwelijk
Hazaert was getrouwd. Zijn vrouw werd op 18 mei 1568 voor eeuwig verbannen met verbeurdverklaring van goederen.

## Publicatie
- De Wtcomste der wandelinge vanden eerweerdigen getrouwen ende Godsaligen Dienaer Jesu Christi ende zijns heyligen woorts Pieter Hasaert, mitsgaders zijn laatste Predicatie door hem gepredickt inder Gemeente te Naaldwijc op Pingsterdach wesende den 10 Mey int Jaer 1598 (1598)

## Voetnoten
1. ↑  Secht dat PIETER Hazart es oudt omtrent XL jaeren; draecht ghemeenelic eenen hooghen zyden hoet, zeer dicke ghestaen met eenen mantele ende eene langhe sayen casacke, met blaye upgherolde slapkauskens, die ghemeenelic ooc ghedreghen worden by dandere broeders, aangehaald in: Edmond de Coussemaker, Troubles religieux du XVIe siècle dans la Flandre maritime, 1560-1570, vol. 1, 1876, p. 349
2. ↑  Guido Marnef, Antwerpen in de tijd van de Reformatie, 1996, p. 104
3. ↑  Alain Lottin, La révolte des Gueux en Flandre, Artois et Hainaut. Politique, religion et société au XVIe siècle, 2020, p. 89
4. ↑  Peter Gorter, Gereformeerde migranten. De religieuze identiteit van Nederlandse gereformeerde migrantengemeenten in de rijkssteden Frankfurt am Main, Aken en Keulen (1555-1600), 2022, p. 191